# Richard Wahl
Richard Wahl (* 4. Dezember 1906 in Frankfurt am Main; † 29. Oktober 1982 ebenda) war ein deutscher Fechter, der 1936 eine olympische Bronzemedaille mit der Säbel-Mannschaft gewann.
Der Fechter vom Frankfurter TV von 1860 gehörte bei der Europameisterschaft 1935, die nachträglich von der FIE als Weltmeisterschaft anerkannt wurde, zu der Equipe, die in der Besetzung Julius Eisenecker, Hans Esser, August Heim, Heinrich Moos und Richard Wahl die Bronzemedaille im Säbelfechten gewann. Bei den Olympischen Spielen 1936 in Berlin gewann die deutsche Säbel-Equipe mit Erwin Casmir, Julius Eisenecker, Hans Esser, August Heim, Hans-Georg Jörger und Richard Wahl ebenfalls die Bronzemedaille. 1937 fand die erste offizielle Fechtweltmeisterschaft statt; die deutsche Säbelequipe mit Erwin Casmir, Julius Eisenecker, Hans Esser, August Heim, Heinrich Moos und Richard Wahl erhielt abermals die Bronzemedaille.
Wahl gewann 1932 und 1934 eine Bronzemedaille bei den deutschen Meisterschaften im Säbelfechten. 1932 wurde er Zweiter beim Säbelwettbewerb des Deutschen Turnfestes in Stuttgart, 1937, ebenfalls mit dem Säbel, Dritter bei einem internationalen Turnier in Innsbruck.